# Skee
Skee (uttal: [ˈɧêːɛ], sjee-e) är en tätort i Strömstads kommun och kyrkbyn i Skee socken i Bohuslän. 
I Skee finns Skee kyrka.
Bohusbanan genomkorsar Skee som har en hållplats för Västtågens linje mellan Göteborg och Strömstad. Utanför Skee går E6:an som är en del av motorvägen mellan Oslo och Köpenhamn via Göteborg.

## Befolkningsutveckling
| Befolkningsutvecklingen i Skee 1965–2020 | Befolkningsutvecklingen i Skee 1965–2020 | Befolkningsutvecklingen i Skee 1965–2020 | Befolkningsutvecklingen i Skee 1965–2020 | Befolkningsutvecklingen i Skee 1965–2020 |
| ---------------------------------------- | ---------------------------------------- | ---------------------------------------- | ---------------------------------------- | ---------------------------------------- |
|                                          |                                          |                                          |                                          |                                          |
| År                                       |                                          |                                          | Folkmängd                                | Areal (ha)                               |
| 1965                                     | 1965                                     |                                          | 500                                      |                                          |
| 1970                                     | 1970                                     |                                          | 595                                      |                                          |
| 1975                                     | 1975                                     |                                          | 614                                      |                                          |
| 1980                                     | 1980                                     |                                          | 637                                      |                                          |
| 1990                                     | 1990                                     |                                          | 638                                      | 111                                      |
| 1995                                     | 1995                                     |                                          | 618                                      | 112                                      |
| 2000                                     | 2000                                     |                                          | 598                                      | 113                                      |
| 2005                                     | 2005                                     |                                          | 562                                      | 113                                      |
| 2010                                     | 2010                                     |                                          | 583                                      | 112                                      |
| 2015                                     | 2015                                     |                                          | 736                                      | 115                                      |
| 2020                                     | 2020                                     |                                          | 782                                      | 92                                       |
| Anm.: Ny tätort 1965                     |                                          |                                          |                                          |                                          |